# 間歇給電式電気自動車
間歇給電式電気自動車（かんけつきゅうでんしきでんきじどうしゃ）は、従来の電池自動車の電池の小容量化（1/10以下）、長寿命化（10年以上）を目的とした電気自動車システム。

## 概要
この電気自動車システムの特徴は、まず搭載バッテリーの寿命を飛躍的に伸ばしたことにある。これを実現するため、80 m走行分ほどの小さなキャパシタC1を搭載する。このキャパシタは、走行中に起こるブレーキ時の発電を充電し、つぎの発進時に放電する。この充・放電をバッテリーの代りに行う。これにより、バッテリーの充・放電回数を1 - 2/日に抑えれるため、10年以上の電池交換が不要になる。さらに、この動作により走行距離も増加する。以上は中型車以下の電気自動車またはハイブリッド車に有効である。
また、大型の電気自動車などでは、さらに搭載電池量を少なくするには、停留所などで間欠的に外部給電を利用する方法もある。停留所歩道端上部に、給電線または1 - 2本の給電ポール (Charger Pole) を設け、車両側面上部に受電板 (Contactor) を設ける。車両が接近した時、給電ポール (Charger Pole) 上部に取り付けてある給電ロッド (Contactor) が車道側に回転し受電板 (Contactor) に接触して、停車中および発進時に車両のキャパシタ2に充電する。走行時にはまず、ブレーキにより充電されたキャパシタ1からの放電で発進し、次にキャパシタ2よりの放電、最後に電池の放電で次の停留所まで走行する。以上のパターンで停留所間を次々と走行する。渋滞や交差点の一時停止・発進にはキャパシタ1を利用する。登り坂では給電ポール (Charger Pole) よりの給電を優先的に利用する。以上により、給電状況によっては、従来の電池自動車の電池の小容量化（1/10以下）及び長寿命化（15年以上）を可能にした。

## 長所
- 重量面、コスト面、環境面（CO2、NOx、核ゴミ等のない）で有利である。
- 車道上に架線（突出物）を張らなくてよい、純電気自動車である。
- 市内バス、宅配便、巡回車など停留所間が1 km前後の間歇的な場合、走行するのに要する電池量は1/10以下と少なくなる。（停車・発進時の受電板からの外部給電、キャパシタからの内部給電、走行中の受電板からの外部給電）が得られるためである。
- 渋滞等による回生はキャパシタ1が担うので、他に比べ電池の消費・劣化が少ない
- バス停に設ける1 - 2本の給電ポールは、分散給電のため比較的安価である。
- 登り坂に給電ポールを設ければ、登攀能力は倍増する（または電池消費が少なくなる）。
- トラックなどで、屋根のない車両にも適用可能である。
- 給電ポールは分散電源でもあり、小電力を扱うので簡単な構造で、安価である。また、各地で同時に他車両電源として使用できる。
- 小電力のため、車両上でのキャパシタの爆発事故が起こっても被害規模は小さい。

## 短所
- 長距離（ノンストップ）走行車には向かない（市街地など短距離・繰返し走行によい）。
- バックアップ電池がない場合、停電に弱い。
- 給電ロッド、受電板の実績は少ない。
- 全幹線道に給電ポールを取付けると、数も多く保守要員も多くなる。
- 近くに商用高圧線 (600-1200 V) がない場合、送電線が必要。